# Autodesk Inventor
Autodesk Inventor（オートデスク・インベンター）とは、オートデスクより販売される製造業向け3次元CADソフトウェアである。

## 概要
オートデスクが販売するAutoCADは、中小企業向け2次元CAD市場では圧倒的なシェアを持ち、ほぼ業界標準と言える地位を獲得していた。しかし、大企業向けに1988年にPTCよりリリースされた3次元CADであるPro/ENGINEERはそれまでのCADと一線を画す使いやすさで急速に普及し、大企業との取引を持つ中小企業でも3次元化の需要が急速に高まった。
この市場の要望に対しオートデスクでは、AutoCADの持つ2次元図面の資産を活かしながら、3次元化も可能なAutodesk Mechanical Desktopをリリースした。これはAutoCADを基本システムとして3次元モデルも作成できるようにしたもので、その基本操作はAutoCADと同じであった。しかし、3次元化を実現するため、コマンドが増えるとともに、MS-DOS時代の操作環境を継承しており、3次元モデリングは容易ではなかった。
さらに、AutoCADと同じ市場をターゲットとした3次元CADであるSolidWorksやSolid Edgeといったミドルレンジとわいれる廉価版3次元CADが1990年代初めにまったく新しいCADとしてリリースされると、使いやすいWindows準拠の操作環境やフィーチャーベースモデリングといわれる設計履歴管理に人気が集中し、さらにこれらのCADが2次元図面の作図機能も充実させてきたため、AutoCADの市場も奪われかねない情勢となった。
オートデスクではこれに対抗するため、1999年にAutodesk Inventorをリリースした。しかし当初はまだまだ2次元図面の需要は多く、オートデスクもユーザーはAutoCADの資産を捨てられまいと見ていたため、Autodesk Mechanical Desktopとの併売となった。Autodesk Inventor自体も他のミドルレンジ3次元CADと同様の操作環境を実現するため、まったく新しいプログラムとして登場し、オートデスク製品でありながら、AutoCADの図面を満足に読み込めないという、不十分な製品であった。このことで、不十分ながらAutoCAD図面の読込みに対応した、他のCADと全く同じレベルでの比較となり、操作環境や大規模モデルへの対応、モデリング処理などで、大きく劣っていたAutodesk Inventorの販売は全く伸びなかった。
しかし、AutoCADの図面が読み込めるが3次元操作の難しいAutodesk Mechanical Desktopと、3次元に完全対応しているものの機能が貧弱なAutodesk Inventorを抱えていても、3次元化の進むCAD市場では他社製品にシェアを奪われるばかりであったことから、オートデスクでは2001年リリースのバージョン5から徐々に開発とマーケティング・プロモーションの軸足をAutodesk Inventorに移した。2005年にリリースされたバージョン10からはAutoCAD図面にもほぼ完全に対応。連携した操作も可能になり、他社製品とも対等な競争が可能となってきた。さらにAutodesk InventorにAutoCAD Mechanical（当初はAutodesk Mechanical Desktop）を同梱することで、従来のAutoCADユーザーやAutodesk Mechanical DesktopユーザーをAutodesk Inventorに誘導し、現在ではオートデスクの製造業向けCADシステムの中心となっている。

## Autodesk Inventorの商品構成
- Autodesk Inventor Suite

Autodesk Inventor本体、AutoCAD Mechanical、Autodesk Vault（設計履歴管理）
- Autodesk Inventor Simulation Suite

Autodesk Inventor Suiteに加え、ダイナミックシミュレーション（機構解析）、構造解析
- Autodesk Inventor Routed Systems Suite

Autodesk Inventor Suiteに加え、チューブ＆パイプ設計、ケーブル＆ハーネス設計、IDFインポート
- Autodesk Inventor Professional

Autodesk Inventor Simulation SuiteおよびAutodesk Inventor Routed Systems Suiteのすべての機能